# Embracingfranki

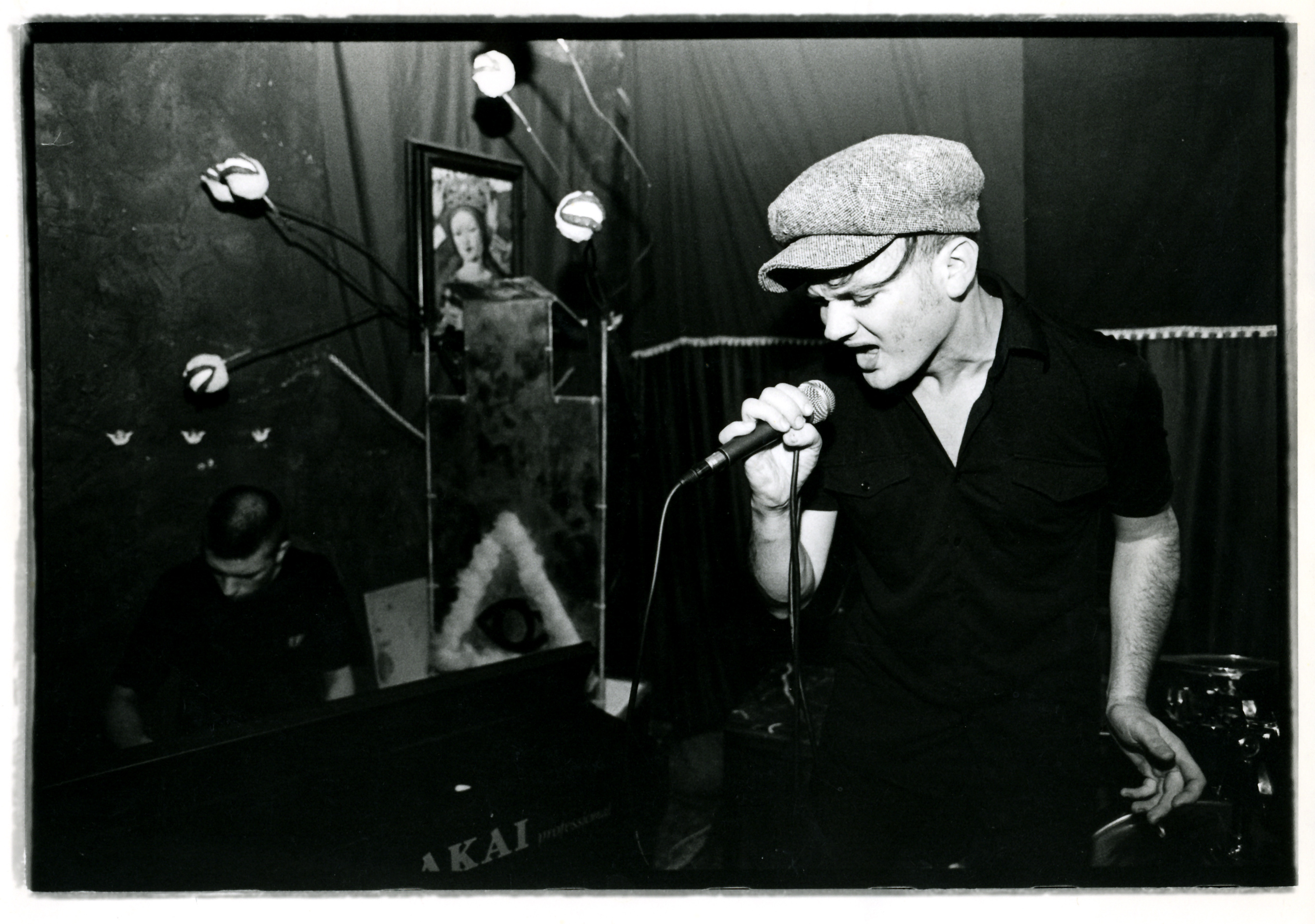
Embracingfranki in 1998

Embracingfranki, pseudoniem van Frankie Verschueren (Lokeren, 13 januari 1966), is een Vlaamse pop-crooner, zanger en uitgever van muziek met zijn label 'EFRecords'.

## Biografie
Frankie groeide op in Lokeren. Hij volgde een opleiding tot kok en werkte in de horeca van 1980 tot 1995. Nadat hij op een privéfeestje bij Stef Kamil Carlens in Antwerpen optrad, gaf hij zijn baan op in de horeca en verhuisde naar Gent. Zijn eerste optreden gaf hij op 4 oktober 1998 in het theaterzaaltje Film-Plateau te Gent.
Vanaf eind 1998 zong Franki op verschillende festivals zoals de Lokerse Feesten, de Gentse feesten, TAZ (Theater Aan Zee) in Oostende en Marktrock te Leuven.
Met optredens in de Bourlaschouwburg in Antwerpen, Paradiso in Amsterdam, VIERNULVIER (Vooruit), Charlatan op de Vlasmarkt, Theater Scala en de Minard te Gent sprak hij een eigen publiek aan.
In 2000 bracht Embracingfranki zijn eerste single 'Embrace' uit. Het werd geschreven en geproduceerd door Armand Bourgoignie, ex-Mad Dog Loose en Milk the Bisshop.

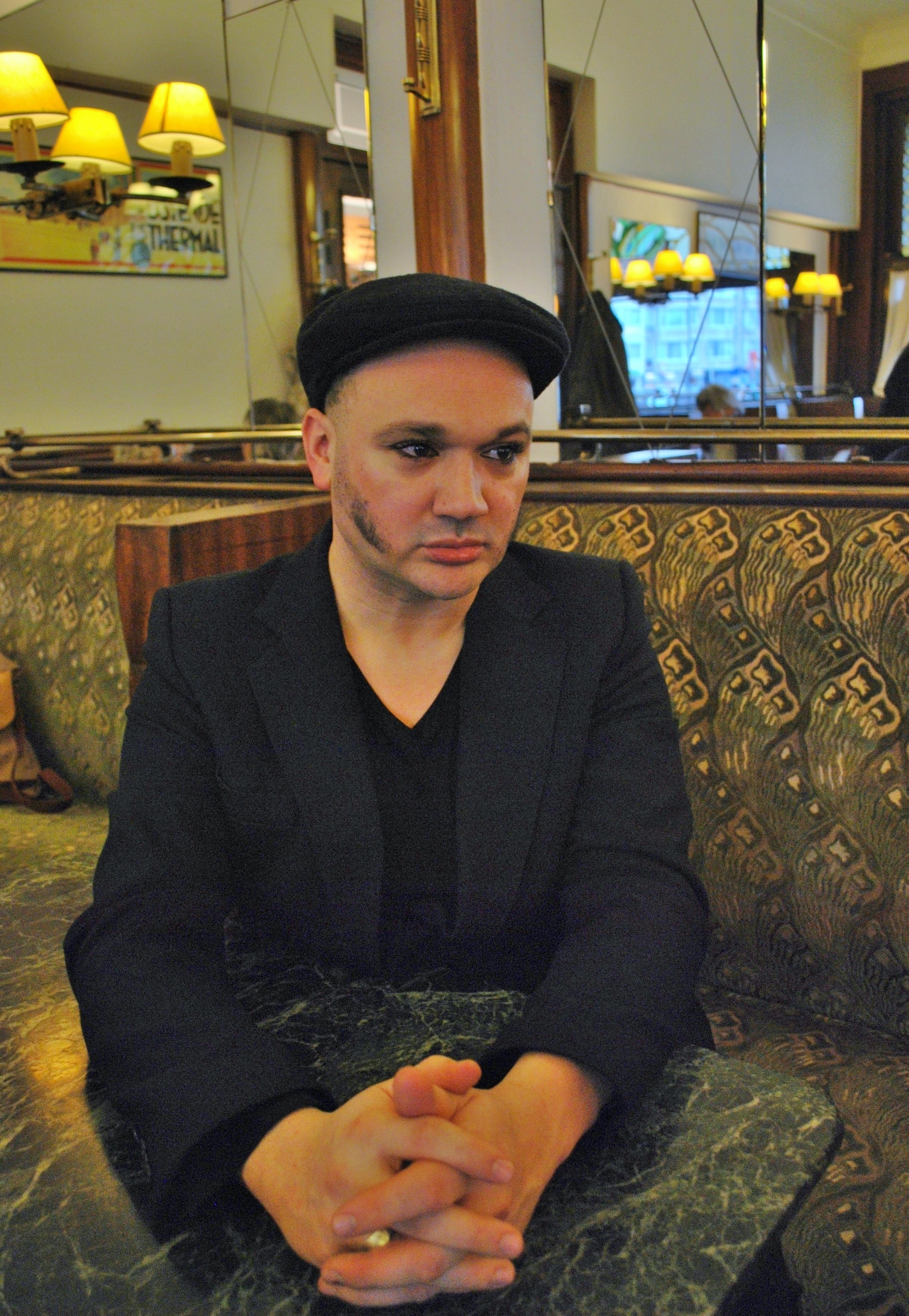
Embracingfranki in 2009

In 2002 mocht hij in de befaamde ABBA Polar Studios, welke hij in 1995 reeds bezocht, 'Could you be my darling' opnemen.
Na een pauze van meer dan 4 jaar, keerde hij in 2006 terug met het electrodance-project FRANKiLIZER (2006-2007).
In januari 2009 bracht hij zijn eerste full album 'Embracingfranki The Album' uit.
In april 2012 kwam de single 'For Granted' op de markt. Het nummer werd opgenomen in de Jet Studios te Brussel en geproduceerd door Rudy Coclet.
Het tweede album 'High Hopes And Heartaches' verscheen in 2014 en werd geproduceerd door Reinhard Vanbergen met daarop de twee radio singles 'Devotion' en 'Satellite Lover'.
In 2016 volgde nog de ep 'A short album about love' met zeven songs en werd een maxi-single met 'Could you Be My Darling' (opgenomen in de Polar Studios van ABBA) bij het boek 'We all love ABBA' van Stany Van Wymeersch gevoegd.
In de zomer van 2016 startten de opnames in de Number Nine Studios te Gent met de producers Roel De Bruyne en Klaas Tomme voor de duet ep 'Sixfold'. Embracingfranki nam zes duetten op met o.a. Maarten Devoldere (Warhaus/Balthazar), Lady Linn, Isolde Lasoen, Leonie Gysel (Arsenal), Gregory Frateur (Dez Mona) en Klaas Tomme (Ides Moon).
In 2017 liet Embracingfranki ook een Portretboek drukken met foto's uit zijn jeugd en uit zijn muzikaal parcours. Het voorwoord schreef Stany Van Wymeersch te Stockholm in augustus 2017.

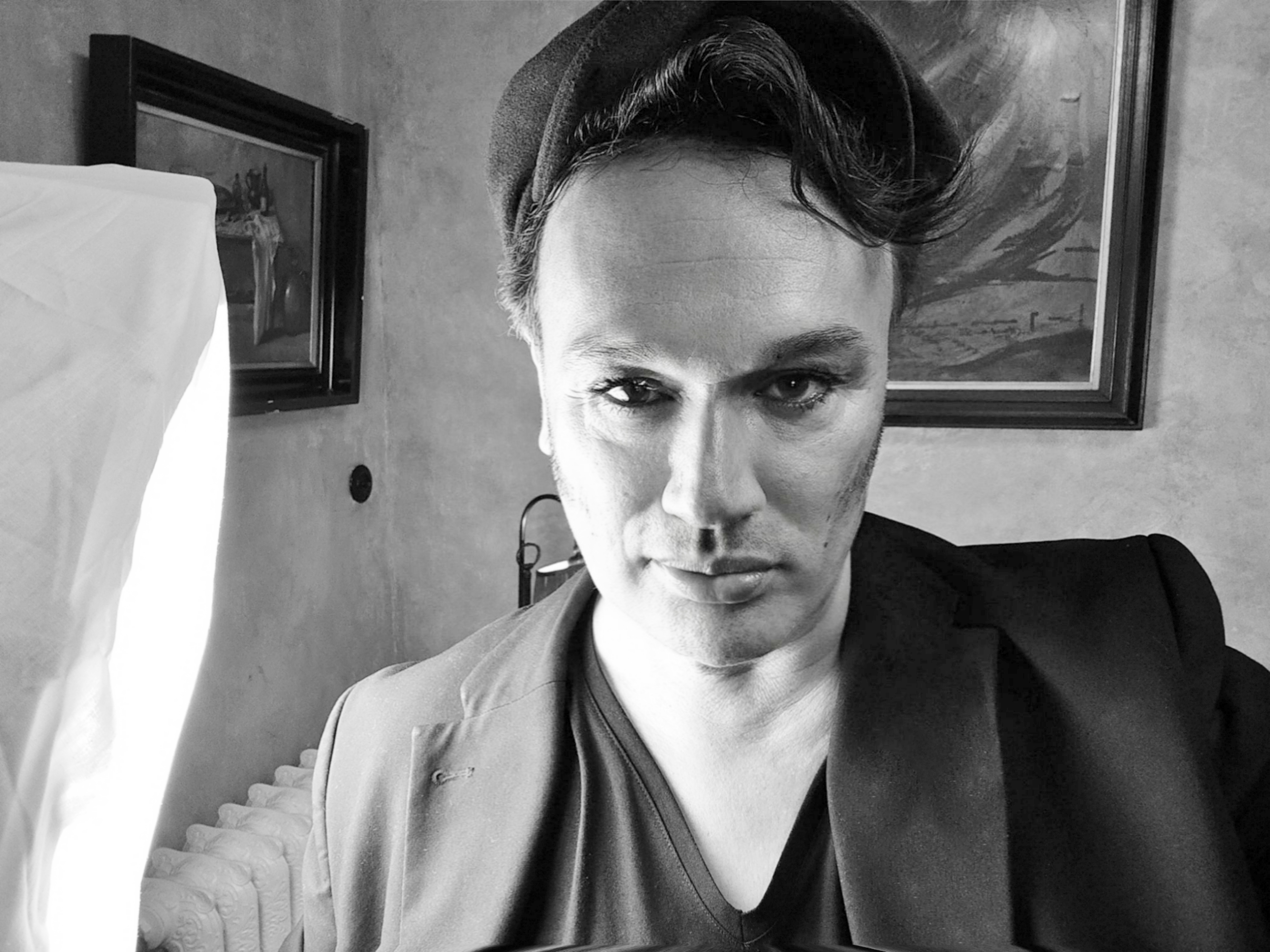
Embracingfranki in 2023

De laatste opnamesessie van 'Sixfold' ging door in de Atlantis Studios (Metronome) te Stockholm voor het duet 'Crying Over You' met Isolde Lasoen. In oktober 2018 had de release van 'Sixfold' plaats. De duet ep 'Sixfold' kwam in het najaar van 2019 ook uit op vinyl.
In januari 2020 gaf Embracingfranki een concert in VIERNULVIER (Vooruit) te Gent.
Na een gedwongen coronapauze trad hij met zijn tienkoppige band in februari 2022 terug op in de Minard. De release van 'The Mystery of Love' had plaats op 8 mei 2022 in de Red Loft te Gent.
Een vernieuwde versie van 'For Granted Fighting For Our Love' bracht hij uit op vrijdag 13 januari 2023.
In 2024 zong hij opnieuw live in de Minard te Gent. Het optreden kreeg de toepasselijke titel 'I am all you need'.

## Discografie

### Albums
- The Album (2009)
- High Hopes And Heartaches (2014)
- All in Love is Fair (2020)

### Extended Play (EP)
- Franki (1998)
- A short album about love (2016)
- Sixfold (2018)
- The Mystery of Love ( 2022)

### Singles
- Embrace (2000)
- For Granted (2012)
- Devotion (2013)
- Satellite Lover (2014)
- Six The Morning - feat. Leonie Gysel (2019)
- Crying over You  - feat. Isolde Lasoen (2020)
- Devotion the re-recorded version (2020)
- My favourite time of the year (2021)
- For Granted Fighting for Our Love (2023)